# Fraunhofer-Center für Silizium-Photovoltaik
Das Fraunhofer-Center für Silizium-Photovoltaik (CSP) ist eine Einrichtung der Fraunhofer-Gesellschaft und hat seinen Sitz in Halle. Das Fraunhofer CSP wurde 2007 als gemeinsame Einrichtung der Fraunhofer Institute für Werkstoffmechanik IWM (heute Fraunhofer-Institut für Mikrostruktur von Werkstoffen und Systemen IMWS) und für Solare Energiesysteme ISE gegründet.
Das Fraunhofer CSP betreibt angewandte Forschung in den Bereichen Siliziumkristallisation, PV 4.0, Solarzellencharakterisierung und Modultechnologie. Im Mittelpunkt der Forschungsdienstleistungen und Projekte steht die Zuverlässigkeitsbewertung von Solarzellen,-modulen und-systemen unter Labor- und Einsatzbedingungen sowie die chemische, elektrische, optische und miktrostrukturelle Material- und Bauteilcharaktierisierung. Hier für stehen hochmoderne Forschungs- und Analysegeräte zur Verfügung.

## Forschung
An den Standorten Halle (Saale) und Schkopau entwickelt das Fraunhofer CSP neue Technologien, Herstellungsprozesse und Produktkonzepte entlang der gesamten photovoltaischen Wertschöpfungskette. Basierend auf seiner Kernkompetenz, der Aufklärung von Ausfallmechanismen, entwickelt das Institut Messmethoden, Geräte und Fertigungsprozesse für Komponenten und Materialien mit erhöhter Zuverlässigkeit. Die Forschung und Entwicklung ist in fünf Themenbereichen organisiert, in denen ähnliche Projekte gebündelt sind.
- PV-Recycling
- Kristallisation
- Diagnostik und Metrologie
- Materialien und Prozesse
- Modul- und Systemzuverlässigkeit

## Infrastruktur
Das Fraunhofer CSP ist eine gemeinsame Einrichtung des Fraunhofer IMWS und des Fraunhofer ISE. Ende 2018 waren ca. 80 Mitarbeiter beschäftigt. Der Betriebshaushalt lag im Geschäftsjahr 2018 bei 5,9 Millionen Euro.

## Vernetzung/Kooperationen
- Zusammenarbeit mit Hochschulen
  - Hochschule Anhalt (FH), Standort Köthen: Ralph Gottschalg, Leiter Fraunhofer CSP, unterrichtet an der Hochschule Anhalt (FH) zum Thema »Photovoltaische Energiesysteme« im Fachbereich Elektrotechnik, Maschinenbau und Wirtschaftsingenieurwesen.
  - Martin-Luther-Universität Halle-Wittenberg, Fachbereich Physik: Ralf Wehrspohn, Leiter Fraunhofer-Institut für Mikrostruktur von Werkstoffen und Systemen IWMS, leitet den Lehrstuhl für Mikrostrukturbasiertes Materialdesign.